# Nikolina
Nikolina je žensko osebno ime.

## Izvor imena
Ime Nikolina je izpeljanka na -ina iz moškega osebnega imena Nikolaj.

## Pogostost imena
Po podatkih Statističnega urada Republike Slovenije je bilo na dan 31. decembra 2007 v Sloveniji število ženskih oseb z imenom Nikolina: 250.

## Osebni praznik
Nikolina je v koledarju uvrščena k imenu Nikolaj.